# Chera
Chera è un comune spagnolo di 547 abitanti situato nella comunità autonoma Valenciana.